# Ceriana malleus
Ceriana malleus är en tvåvingeart som först beskrevs av Hull 1945.  Ceriana malleus ingår i släktet griffelblomflugor, och familjen blomflugor.
Artens utbredningsområde är Moçambique. Inga underarter finns listade i Catalogue of Life.